# 596
Раннє Середньовіччя. Триває чума Юстиніана. У Східній Римській імперії продовжується правління Маврикія. Лангобарди частково окупували Італію і утворили в ній Лангобардське королівство. Франкське королівство розділене між спадкоємцями  Хлотара I.  Іберію  займає Вестготське королівство.  В Англії розпочався період гептархії. Авари та слов'яни утвердилися на Балканах.
Китай об'єднаний під правлінням династії Суй. Індія роздроблена. В Японії триває період Ямато. У Персії править династія Сассанідів. Степову зону Азії та Східної Європи контролює Тюркський каганат, розділений на Східний та Західний.
На території лісостепової України в VI столітті виділяють пеньківську й празьку археологічні культури. VI століття стало початком швидкого розселення слов'ян. У Північному Причорномор'ї співіснують різні кочові племена, зокрема кутригури, утигури, сармати, булгари, алани, авари, тюрки.

## Події
- Помер король Австразії  та Бургундії Хільдеберт II. Його спадкоємцями стали сини Теодеберт II та Теодоріх II при регентстві Брунгільди.
- Фредегунда з сином Хлотаром II, королем Нейстрії, взяли Париж.
- Франки дали відсіч аварам у Тюрингії[1].
- Папа Григорій I послав 40 ченців на чолі з Августином у Британію з метою навернення англів та саксів до християнства.

## Виноски
1. ↑  Henri Martin, Histoire de France:, Volume 2, Furne, 1865